# Lasioglossum perpunctatulum
Lasioglossum perpunctatulum is een vliesvleugelig insect uit de familie Halictidae. De wetenschappelijke naam van de soort is voor het eerst geldig gepubliceerd in 1966 door Knerer & Atwood.